# Gonomyia principalis
Gonomyia principalis är en tvåvingeart som beskrevs av Alexander 1938. Gonomyia principalis ingår i släktet Gonomyia och familjen småharkrankar. Inga underarter finns listade i Catalogue of Life.